# K Callan
K Callan, nata Katherine Elizabeth Borman (Dallas, 9 gennaio 1936), è un'attrice statunitense.

## Filmografia parziale

### Cinema
- La guerra del cittadino Joe (Joe), regia di John G. Avildsen (1970)
- Un tocco di classe (A Touch of Class), regia di Melvin Frank (1973)
- Fast Break, regia di Jack Smight (1979)
- Il campo di cipolle (The Onion Field), regia di Harold Becker (1979)
- American Gigolò (American Gigolo), regia di Paul Schrader (1980)
- In amore si cambia (A Change of Seasons), regia di Richard Lang (1980)
- Fast-Walking, regia di James B. Harris (1982)
- Paura d'amare (Frankie and Johnny), regia di Garry Marshall (1991)
- 9 vite da donna (Nine Lives), regia di Rodrigo García (2005)
- 88 minuti (88 Minutes), regia di Jon Avnet (2007)
- Downloading Nancy, regia di Johan Renck (2008)
- Why Did I Get Married Too?, regia di Tyler Perry (2010)
- Cena con delitto - Knives Out (Knives Out), regia di Rian Johnson (2019)

### Televisione
- Giorno per giorno (One Day at a Time) – serie TV, 4 episodi (1976-1977)
- Una questione d'amore (A Question of Love) – film TV (1978)
- Married: The First Year – serie TV, 4 episodi (1979)
- Blind Ambition – serie TV, 4 episodi (1979)
- Joe's World – serie TV, 11 episodi (1979-1980)
- Houston pronto soccorso (Cutter to Houston) – serie TV, 9 episodi (1983)
- Hollywood Wives – miniserie TV (1985)
- Autostop per il cielo (Highway to Heaven) – serie TV, episodio 3x19 (1987)
- Dallas – serie TV, 4 episodi (1990)
- Lois & Clark - Le nuove avventure di Superman (Lois & Clark: The New Adventures of Superman) – serie TV, 87 episodi (1993-1997)
- Dawson's Creek – serie TV, 1 episodio (2000)
- Carnivàle – serie TV, 8 episodi (2003-2005)
- Cold Case - Delitti irrisolti (Cold Case) – serie TV, episodio 3x21 (2006)
- How I Met Your Mother – serie TV, 3 episodi (2007-2012)
- Castle – serie TV, episodio 1x05 (2009)
- Meet the Browns – serie TV, 21 episodi (2009-2010)
- Veep - Vicepresidente incompetente (Veep) – serie TV, 3 episodi (2016)
- NCIS - Unità anticrimine (NCIS) – serie TV, episodi 8x17-17x16 (2011-2020)

## Doppiatrici italiane
Nelle versioni in italiano delle opere in cui ha recitato, K Callan è stata doppiata da:
- Graziella Polesinanti in Cold Case - Delitti irrisolti, Mental, Code Black, Cena con delitto - Knives Out
- Paola Piccinato in Star Trek - Deep Space Nine, Carnivàle
- Manuela Massarenti in Nip/Tuck
- Paila Pavese in The Closer
- Francesca Palopoli in Desperate Housewives
- Rita Savagnone in The Mentalist
- Lorenza Biella in NCIS - Unità anticrimine (ep. 8x17)
- Mirta Pepe in Grey's Anatomy